# Aldo Tarlao
Aldo Tarlao (Grado, 26 de marzo de 1926-Trieste, 12 de marzo de 2018) fue un deportista italiano que compitió en remo.
Participó en dos Juegos Olímpicos de Verano en los años 1948 y 1952, obteniendo una medalla de plata en Londres 1948 en la prueba de dos con timonel. Ganó cuatro medallas en el Campeonato Europeo de Remo entre los años 1947 y 1951.

## Palmarés internacional
| Juegos Olímpicos   | Juegos Olímpicos         | Juegos Olímpicos | Juegos Olímpicos |
| Año                | Lugar                    | Medalla          | Prueba           |
| ------------------ | ------------------------ | ---------------- | ---------------- |
| 1948               | Londres (Reino Unido)    | Medalla de plata | Dos con timonel  |
| Campeonato Europeo |                          |                  |                  |
| Año                | Lugar                    | Medalla          | Prueba           |
| 1947               | Lucerna (Suiza)          | Medalla de plata | Dos con timonel  |
| 1949               | Ámsterdam (Países Bajos) | Medalla de oro   | Dos con timonel  |
| 1950               | Milán (Italia)           | Medalla de oro   | Dos con timonel  |
| 1951               | Mâcon (Francia)          | Medalla de oro   | Dos con timonel  |